# Cananefates
Les Cananefates sont une nation germanique vivant dans le delta du Rhin.

## Étymologie
- Autres formes: Canninefates, Caninefates, Canenefatae, Cannenefatium, Cannenefatium, Cannenefatum, Cannenefaenufatum[1]
- En Celte, kannina-fat, forme hybride signifiant « maître de l'ail » ou « des poireaux »[2],[3],[4]
- En Celte, caenenef-aehtas : « les familles du Neveu/Beau-fils de la Lignée »; Tacite les signale « comparables aux Bataves par l'origine … mais inférieurs en nombre ».

## Géographie
On trouve les Cananefates dans la partie occidentale de l'île des Bataves (plus tard dans la province romaine de la Germanie inférieure, couvrant la partie occidentale des Pays-Bas).
Tacite signale que « cette nation […] a tout des Bataves […] : origine, langue, valeur […] excepté le nombre ».

La capitale de la civitas des Cananefates est Forum Hadriani.

## Histoire
Les Cannefates sont installés sur les sols sablonneux fertiles du delta de la Meuse et du Rhin, l'Helinium entre les dunes et les tourbières de la province néerlandaise occidentale des Pays-Bas, la Hollande du Sud.
Leur capitale est Municipium Cananefatium, devenue ultérieurement Forum Hadriani (l'actuelle ville de Voorburg). Les autres cités importantes sont Lugdunum Batavorum et Matilo.
Ils forment plusieurs unités auxiliaires dans l'armée romaine.
En 4, Tibère soumet les Cananefates, les Chattuares et les Bructères, et place sous domination romaine les Chérusques qui s'en étaient soustraits.
Au début de la révolte des Bataves sous Caius Julius Civilis dans l'année anarchique de 69, les Bataves envoient des émissaires inciter les Cananefates à se rebeller eux aussi. Ces derniers rejoignent les rebelles, menés par un certain Brinno : 
« Il y avait chez les Cananefates un homme appelé Brinno, d'une audace brutale, d'une naissance éclatante. Son père, plus d'une fois rebelle, avait impunément bravé les ridicules expéditions de Caius. Le nom d'une famille signalée par la révolte fut un titre pour Brinno : placé sur un bouclier, suivant l'usage du pays, et balancé sur les épaules de ses compagnons, il est proclamé dux ; aussitôt, il appelle à son aide les Frisons… »
— Tacite, Histoires, Livre IV, 15.
Alliés aux Frisons, ils s'emparent des camps romains proches, dépouillés de tous les hommes de valeur qui combattent sous Vitellius dans la guerre civile pour le trône d'empereur. Caius Julius Civilis divise ses forces en trois colonnes, suivant les trois principales nations formant la rébellion, pour attaquer les Romains près du Rhin. Une partie des troupes romaines, des auxiliaires germains ou bataves, se retournent contre les légionnaires, qui sont vaincus.
Ainsi, la révolte des Bataves prend de l'ampleur ; ils sont aidés dans un premier temps des Cananefates et des Frisons, embrasent une grande partie de la Gaule et de la Germanie, profitant de la guerre civile qui secoue l'Empire romain dans cette année des quatre empereurs. Après des victoires dont la prise de Mogontiacum  - aujourd'hui la ville de Mayence -, Caius Julius Civilis est vaincu à Trèves par le général romain Petilius Cerialis, traite avec les Romains et devient leur allié en 70, mettant fin à la révolte.
Vers 250, début de l'ère de submersion marine, la région est soumise à des mouvements maritimes et climatiques. Le Municipium est abandonné vers 270.